# Alianza Nacional Cristiana

Bandera utilizada en las papeletas para presidente y vicepresidente de las elecciones generales de 1986, 1990, 1994.

La Alianza Nacional Cristiana fue un partido político costarricense de tendencia cristiana evangélica. Participó por primera vez en 1982 y desapareció tras darle la adhesión al Movimiento Libertario en el 2006. Nunca obtuvo diputados. Su último candidato presidencial fue el educador Marvin Calvo en el 2002.

## Elecciones presidenciales
| Elecciones presidenciales |                              |       |       |          |
| Año                       | Candidato                    | Votos | %     | Posición |
| 1986                      | Alejandro Madrigal Benavides | 5 627 | 0.48% | 5°       |
| 1990                      | Fernando Ramírez Muñoz       | 4 210 | 0.31% | 4°       |
| 1994                      | Rafael Ángel Matamoros       | 4 980 | 0.33% | 4°       |
| 1998                      | Alejandro Madrigal Benavides | 3 545 | 0.26% | 9°       |
| 2002                      | Marvin Calvo Montoya         | 1 271 | 0.08% | 11°      |

## Elecciones legislativas
|  | 0.7 % |

|  | 1.6 % |

|  | 1.4 % |

|  | 0.6 % |

|  | 0.4 % |